# セルヒオ・ガルシア
セルヒオ・ガルシア・フェルナンデス（Sergio García Fernández, 1980年1月9日 - ）は、スペイン・カステリョン・デ・ラ・プラナ出身のプロゴルファー。El Niño（エルニーニョ）というニックネームでよく知られている。なお、英訳すると定冠詞付きの The Boy となることから、日本語訳で「神の子」と呼ばれる。世界ランキング自己最高位は2位。

## プロフィール
3歳からゴルフを始め、父親の手ほどきを受ける。1999年のマスターズでベスト・アマチュアに入り、同年5月にプロ転向。すぐにヨーロッパツアーの「アイリッシュ・オープン」でプロ初優勝を挙げる。同年8月の全米プロゴルフ選手権でいきなり2位入賞を果たし、世界の注目を浴びる。優勝したタイガー・ウッズと1打差につけ（ガルシアのスコア：-10, 278 ストローク／ウッズの優勝スコア：-11, 277 ストローク）、19歳の早熟ゴルファーとして旋風を沸き起こした。この後ヨーロッパツアーの「リンデ・ドイツ・マスターズ」で2勝目を挙げる。アメリカ代表チームとヨーロッパ選抜チームによる団体戦「ライダーカップ」でも、史上最年少の19歳でヨーロッパ選抜の代表選手に選ばれた。この年は日本ゴルフツアーの「住友VISA太平洋マスターズ」や「ダンロップフェニックストーナメント」でもプレーしている。これらの活躍により、ガルシアは2000年5月に第1回「ローレウス・スポーツ賞」の「最優秀新人賞」を授与された。2001年5月第3週の「マスターカード・コロニアル」でアメリカPGAツアー初優勝を果たす。
2005年度はアメリカで「ブーズアレン・クラシック」、ヨーロッパで「オメガ・ヨーロピアン・マスターズ」で優勝があったが、その後3年間両ツアーとも優勝から遠ざかっていた。2007年の全英オープンでは、パドレイグ・ハリントン（アイルランド）とのプレーオフに敗れて2位に終わる。2008年5月の「ザ・プレーヤーズ・チャンピオンシップ」で3年ぶりの米国ツアー優勝を果たし、彼のゴルフは再び復調に向かう。その後全米プロゴルフ選手権で、初出場の1999年以来9年ぶりの2位に入ったが、優勝したハリントンに2打差をつけられて敗れた。この後ヨーロッパツアーで2つの優勝を加え、ガルシアは2008年11月9日付の世界ランキングで、ヨーロッパのゴルファーとしてコリン・モンゴメリー（スコットランド）以来12年ぶりの「2位」に食い込んだ。
2017年のマスターズでは、最終日に9アンダーで並んだジャスティン・ローズとのプレーオフを制し、メジャー74試合目にして悲願のメジャー初制覇を達成した。
メジャー大会の自己最高成績は、全米オープンが3位（2005年）、全英オープンが2位（2007年）、全米プロゴルフ選手権が2位（1999年・2008年）である。
ガルシアのゴルフ・スイングは、以前は構えてから打つまでの間に時間を取りすぎるところが難点だったが、最近は大幅な改善が見られる。2018年には日本ツアー初優勝を飾ったSMBCシンガポール・オープンで2位に5打差をつけ、圧巻の優勝。

## ツアー優勝歴

### PGAツアー優勝 (10)
| No. | Date        | Tournament                     | 優勝スコア            | 2位との差 | 2位(タイ)                                     |
| --- | ----------- | ------------------------------ | --------------------- | --------- | --------------------------------------------- |
| 1   | 20 May 2001 | MasterCard Colonial            | −13 (69-69-66-63=267) | 2 strokes | ブライアン・ガイ, フィル・ミケルソン          |
| 2   | 24 Jun 2001 | Buick Classic                  | −16 (68-67-66-67=268) | 3 strokes | スコット・ホーク                              |
| 3   | 6 Jan 2002  | Mercedes Championships         | −18 (73-69-68-64=274) | Playoff   | デビッド・トムズ                              |
| 4   | 16 May 2004 | EDS Byron Nelson Championship  | −10 (66-68-65-71=270) | Playoff   | ロバート・ダムロン, ダドリー・ハート          |
| 5   | 13 Jun 2004 | Buick Classic (2)              | −12 (70-67-68-67=272) | Playoff   | パドレイグ・ハリントン, ロリー・サバティーニ  |
| 6   | 12 Jun 2005 | ブーツ・アレン・クラシック     | −14 (71-68-66-65=270) | 2 strokes | ベン・クレーン, デービス・ラブ3世, Adam Scott |
| 7   | 11 May 2008 | ザ・プレーヤーズ選手権         | −5 (66-73-73-71=283)  | Playoff   | ポール・ゴイドス                              |
| 8   | 20 Aug 2012 | ウィンダム選手権               | −18 (67-63-66-66=262) | 2 strokes | ティム・クラーク                              |
| 9   | 9 Apr 2017  | マスターズ・トーナメント       | −9 (71-69-70-69=279)  | Playoff   | ジャスティン・ローズ                          |
| 10  | 4 Oct 2020  | サンダーソン・ファームズ選手権 | –19 (68-68-66-67=269) | 1 stroke  | Peter Malnati                                 |

### 欧州ツアー優勝 (16)
| No. | Date        | Tournament                           | 優勝スコア            | 2位との差 | 2位(タイ)                                  |
| --- | ----------- | ------------------------------------ | --------------------- | --------- | ------------------------------------------ |
| 1   | 4 Jul 1999  | Murphy's Irish Open                  | −16 (69-68-67-64=268) | 3打差     | アンヘル・カブレラ                         |
| 2   | 3 Oct 1999  | Linde German Masters                 | −11 (68-69-72-68=277) | Playoff   | パドレイグ・ハリントン, イアン・ウーズナム |
| 3   | 23 Sep 2001 | Trophée Lancôme                      | −18 (68-65-68-65=266) | 1打差     | レティーフ・グーセン                       |
| 4   | 28 Apr 2002 | Canarias Open de España              | −13 (67-68-67-73=275) | 4 strokes | エマヌエーレ・カノーニカ                   |
| 5   | 17 Oct 2004 | Mallorca Classic                     | −12 (66-67-68-67=268) | 4打差     | サイモン・カーン                           |
| 6   | 4 Sep 2005  | Omega European Masters               | −14 (66-65-71-68=270) | 1打差     | ピーター・グスタフソン                     |
| 7   | 26 Oct 2008 | Castelló Masters Costa Azahar        | −20 (66-65-66-67=264) | 3打差     | ピーター・ヘドブロム                       |
| 8   | 9 Nov 2008  | HSBCチャンピオンズ1                  | −14 (66-68-72-68=274) | Playoff   | オリバー・ウィルソン                       |
| 9   | 23 Oct 2011 | Castelló Masters                     | −27 (67-63-64-63=257) | 11打差    | ゴンサロ・フェルナンデス＝カスタノ         |
| 10  | 30 Oct 2011 | Andalucía Masters                    | −6 (70-70-67-71=278)  | 1打差     | ミゲル・アンヘル・ヒメネス                 |
| 11  | 25 Jan 2014 | Commercial Bank Qatar Masters        | −16 (71-67-69-65-272) | Playoff   | ミッコ・イロネン                           |
| 12  | 5 Feb 2017  | オメガ・ドバイ・デザート・クラシック | −19 (65-67-68-69-269) | 3打差     | ヘンリク・ステンソン                       |
| 13  | 9 Apr 2017  | マスターズ・トーナメント             | −9 (71-69-70-69=279)  | Playoff   | ジャスティン・ローズ                       |
| 14  | 22 Oct 2017 | Andalucía Valderrama Masters (2)     | −12 (66-71-68-67=272) | 1打差     | ヨースト・ルイテン                         |
| 14  | 22 Oct 2018 | Andalucía Valderrama Masters (2)     | −12 (68-64-69=201)*   | 4 strokes | シェーン・ローリー                         |
| 16  | 15 Sep 2019 | KLMオープン                          | −18 (68-67-66-69=270) | 1 stroke  | Nicolai Højgård                            |

1 アジアンツアー共催
* 悪天候のため54ホールに短縮

### アジアンツアー優勝 (6)
- 2002 コロン杯韓国オープン（英語版）
- 2008 HSBCチャンピオンズ1
- 2012 Iskandar Johor Open
- 2013 タイ・ゴルフ選手権
- 2015 ホートラム・オープン
- 2018 SMBCシンガポール・オープン2

1 欧州ツアー共催

2 日本ツアー共催

### 日本ツアー優勝 (1)
- 2018 SMBCシンガポール・オープン1

1 アジアンツアー共催

### その他優勝 (5)
- 1997 Catalonian Open Championship (Spain – not a European Tour event)
- 2001 ネッドバンク・ゴルフチャレンジ (South Africa – unofficial event)
- 2002 Telus World Skins Game (Canada - unofficial event)
- 2003 ネッドバンク・ゴルフチャレンジ (South Africa – unofficial event)
- 2010 ゲーリー・プレーヤー招待 (with ジョン・クック)